# Lund-Wasserratte
Die Lund-Wasserratte (Lundomys molitor) ist eine in Südamerika lebende Nagetierart aus der Gruppe der Neuweltmäuse.
Diese Nagetiere erreichen eine Kopfrumpflänge von 16 bis 24 Zentimeter, eine Schwanzlänge von 20 bis 29 Zentimeter und ein Gewicht von 227 bis 250 Gramm. Ihr Fell ist lang und weich, der auffallend lange Schwanz ist unbehaart. Die Fellfärbung ist am Rücken gelbbraun oder braun, wobei sie nach oben hin fast schwarz wird, und am Bauch hellbraun. Die kleinen Ohren sind behaart, die Hinterfüße tragen Schwimmhäute und lange, borstenartige Haare.
Lund-Wasserratten sind im Süden Brasiliens (Rio Grande do Sul) und in Uruguay beheimatet. Sie bewohnen Grasländer und Wälder und sind immer in der Nähe vom Wasser zu finden. Sie sind nachtaktive, ans Wasserleben angepasste Tiere, die gut schwimmen können. Sie leben in Nestern mit 30 Zentimeter Durchmesser, die im Schilf rund 1 Meter über dem Wasser errichtet werden. Die Art dürfte ein reiner Pflanzenfresser sein.
Die Art war zunächst nur von Fossilfunden aus dem Pleistozän bekannt. Später wurden auch lebende Tiere entdeckt, aber zunächst als Art der Sumpfratten (Holochilus magnus) beschrieben. Nachdem es sich aber um die gleiche Art handelt, hat der ältere, dem Fossil zugedachte Namen, Vorrang.